# Aadolf
Aadolf ist ein männlicher Vorname.

## Herkunft und Bedeutung
Aadolf ist die finnische und estnische Form von Adolf.

## Namensträger
- Aadolf Fredrik Svanström (1885–1959), finnischer Leichtathlet und Mittelstreckenläufer
- Aadolf Halme, fiktiver Charakter einer finnischen Romanreihe von Väinö Linna
- Aadolf Luomanen (1886–1949), finnischer Grafiker
- Kustaa Aadolf Inkeri (1908–1997), finnischer Mathematiker und Astronom